# Kräftpremiär
Kräftpremiären var den dag på året då man tidigast fick fiska och sälja kräftor. 
Bakgrunden till regleringen av det svenska kräftfisket var rädsla för att alltför intensivt kräftfiske skulle utrota den svenska flodkräftan. Därför beslöts 1878 att kräftfiske i Hjälmaren var förbjudet under juni och juli månader. Under åren därefter utvidgades förbudet till att gälla samtliga Sveriges sjöar. Även tiden då fisket var förbjudet utvidgades till att gälla 1 november till 7 augusti klockan 17.00.
Fiskeriförordningen (1982:126) ändrade tidpunkten för kräftpremiären till att gälla klockan 17 den första onsdagen i augusti. Fiskeriförordningen avskaffades 1 januari 1994.
Från och med 10 februari 2014 måste man vara yrkesfiskare med särskilt tillstånd, eller vara fiskerättsinnehavare med eget vatten. Det finns dock ett undantag: i Vättern får allmänheten fiska kräftor utan särskilt tillstånd under tre på varandra följande helger med start den fjärde fredagen i augusti.